# Avicularia metallica
Die Einteilung der Lebewesen in Systematiken ist kontinuierlicher Gegenstand der Forschung. Die hier behandelte Bezeichnung ist durch neuere Forschung obsolet geworden und kann keinem Taxon sicher zugeordnet werden. Ursache kann verlorenes Originalmaterial (Typusmaterial) sein oder dem für die wissenschaftliche Erstbeschreibung verwendeten Material fehlen Bestimmungsmerkmale, um es eindeutig von ähnlichen Typen abzugrenzen.

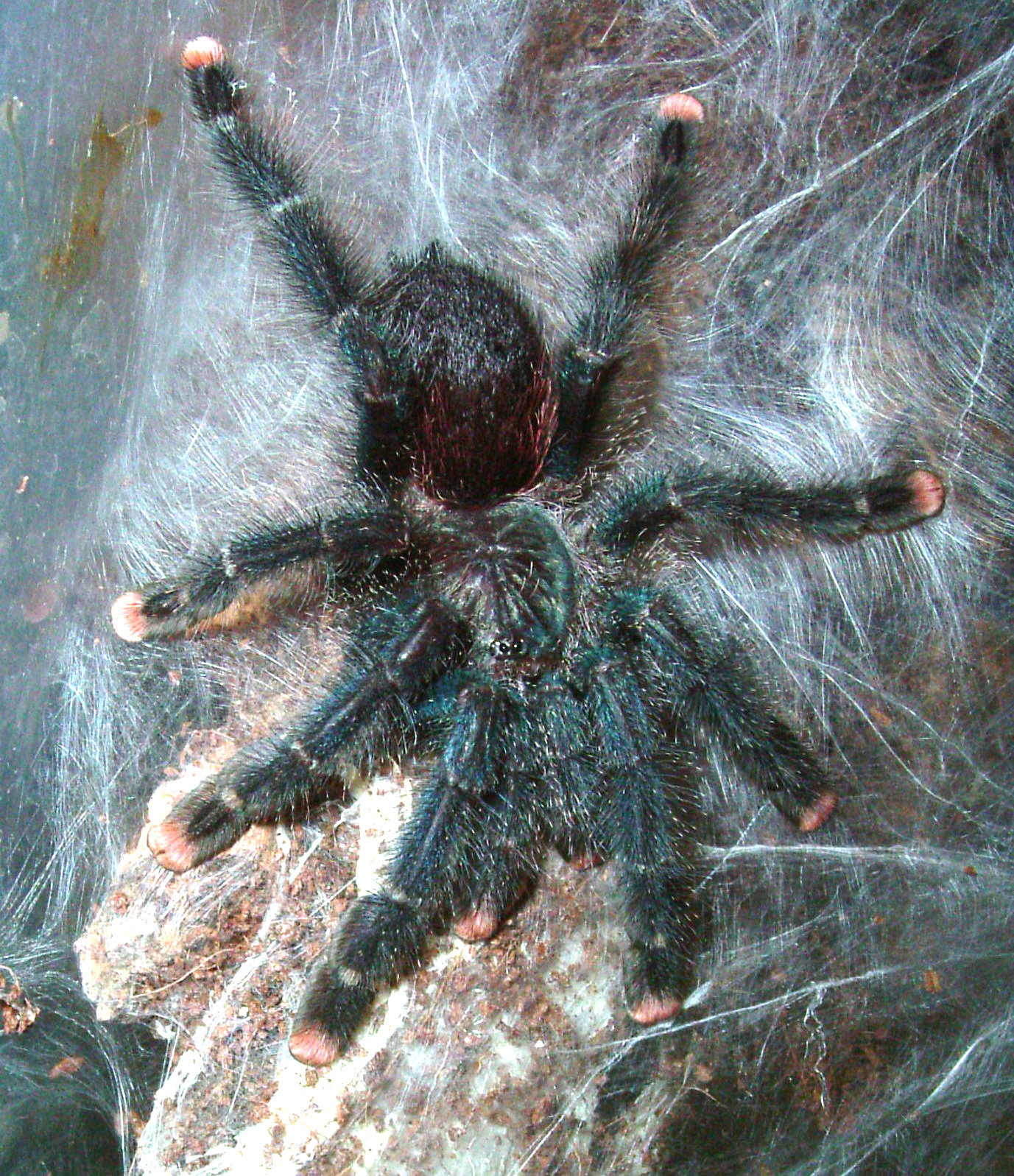
Avicularia metallica

Die Avicularia metallica (Nomen dubium, manchmal auch im Deutschen „Rotfußvogelspinne“ genannt) war eine Vogelspinnenart und wurde 1875 von Anton Ausserer erstmals beschrieben. Ihr englischer Name lautet "Whitetoe Tarantula". Heute wird der Artstatus bezweifelt, da sie durch den Verlust des Holotyps wissenschaftlich nicht überprüft werden kann. Diese Bezeichnung ist noch bei Terrarienhaltern verbreitet.

## Lebensraum
Ihr Verbreitungsgebiet reicht von Mittelamerika bis Ecuador und Nordbrasilien. Die baumbewohnende Spinne hält sich gerne in Bromeliengewächsen auf, baut ihr festes Wohngespinst aber auch in höheren Baumregionen der Regenwälder. Entsprechend ihrer Herkunft braucht Avicularia metallica eine Tagestemperatur von 27–30 Grad und nachts sollte die Temperatur 21–24 Grad betragen. Eine Luftfeuchtigkeit von 65–75 % ist ideal.

## Aussehen

### Jungtiere
Die so genannten "Spiderlinge" haben bis zur ca. 5. Häutung einen schwarzen Carapax (oberer Teil des Vorderkörpers der Spinne). Die Tarsen der Laufbeine und der Taster sind schwarz, die übrigen Glieder hellbraun. Der Hinterleib hat eine rotorange Grundfärbung, die seitlich ins Hellbraune übergeht. Auf dem Hinterleib befindet sich dorsal ein schwarzer Streifen, der vom Carapax in Richtung Spinnwarzen verläuft. Auf den Seiten besitzt der Hinterleib noch je drei spitz zulaufende schwarze Flecken.

### Adulte Tiere
Den Namen "Rotfußvogelspinne" hat diese Art von den typischen roten bis rosafarbenen Fußspitzen im adulten Stadium. Diese roten Fußspitzen besitzen aber mehrere Avicularia-Arten, deshalb wird unter dem Namen „Rotfußvogelspinne“ auch noch die Avicularia avicularia verkauft. Der Körper und die Behaarung der Aviculaira metallica ist schwarz und weist nur bei dieser Art den namengebenden blaumetallischen Schimmer auf. Die schwarze Körperbehaarung ist sehr dicht, kann weiße Haarspitzen aufweisen und wirkt recht buschig. Adulte weibliche Exemplare können eine Körperlänge von ca. 6–8 cm erreichen.

## Verhalten
Wie fast alle Vogelspinnen ist auch Avicularia metallica vor allem nachtaktiv. Wegen ihres ruhigen und friedlichen Wesens ist sie ein beliebtes Terrarientier. Sie verteidigt sich durch "Ankoten" des Angreifers (Treffgenauigkeit bis zu 30 cm), was ihr die Flucht im Überraschungsmoment sichert. Wird sie aufgescheucht, kann die Rotfußvogelspinne sehr schnell rennen und macht auch überraschende Sprünge.

## Haltung
Artreine Avicularia metallica sind inzwischen schwer zu finden, da sie oft unwissentlich mit anderen Avicularia-Arten verpaart werden, die ähnlich aussehen. Außerdem wird manchmal versucht, ähnliche Arten als Avicularia metallica zu verkaufen, um einen höheren Preis zu erzielen.
Das Terrarium sollte mindestens 30 × 30 × 40 Zentimeter (Breite × Tiefe × Höhe) groß sein. Dieses wird unten mit etwa fünf Zentimeter Blumenerde aufgefüllt. Um die Luftfeuchtigkeit hoch zu halten, sollte der Boden gelegentlich gewässert und bepflanzt oder mit Moos ausgelegt werden. Als Unterschlupf hat sich zum Beispiel eine Korkröhre bewährt. Es kann aber auch Korkrinde in eine Ecke des Terrariums gehängt werden. Es sollte auch für Klettermöglichkeiten durch Äste oder Grünpflanzen gesorgt werden. Die weibliche Vogelspinne dieser Art wird etwa 15 Jahre alt.

### Fütterung
Gefüttert wird die Rotfußvogelspinne etwa einmal die Woche, je nach Körpergröße mit Heimchen, Heuschrecken oder Schaben. Die beste Zeit dafür ist kurz vor ihrer aktiven Phase, also abends. Die Futtertiere sollte man im Zoofachhandel erwerben, da bei selbstgefangenen Tieren die Gefahr von Parasiten oder Krankheiten besteht. Tiere, die nach zwei Tagen nicht gefressen wurden, und Futterreste sollten wieder entfernt werden. Vor allem zum Zeitraum der Häutung darf kein Futtertier im Terrarium sein, da die Spinne in diesem Stadium schutzlos ist und von den Futtertieren angefressen werden kann. Jungtiere (Spiderlinge) können mit Fleischfliegen (Maden sind in jedem Angelladen erhältlich) gefüttert werden.

### Aufzucht
Ein Pärchen der Avicularia metallica kann ohne Weiteres in einem größeren Terrarium zusammen gehalten werden. Spätestens beim Baubeginn des Kokons des Weibchens sollte das Männchen aber einzeln gesetzt werden. Das Weibchen sollte vor dieser anstrengenden Zeit viel fressen. Nach 9 bis 12 Wochen schlüpfen bis zu 150 Prälarven. Nach der ersten Häutung (nach ca. 2 Wochen) kommen die Jungtiere ins Larvenstadium. Nach weiteren zwei Wochen findet die zweite Häutung statt. Die Nymphen werden nun von der Mutter aus dem Kokon befreit. Als Spinnenhalter nimmt man der Spinnenmutter ihren Kokon, noch während die Jungtiere im Prälarven- oder Larvenstadium sind, und zieht so viele Tiere, wie man nachzüchten will, in einer Heimchendose auf. Sobald sich die Larven in das Nymphenstadium gehäutet haben, sollten sie einzeln gesetzt werden.

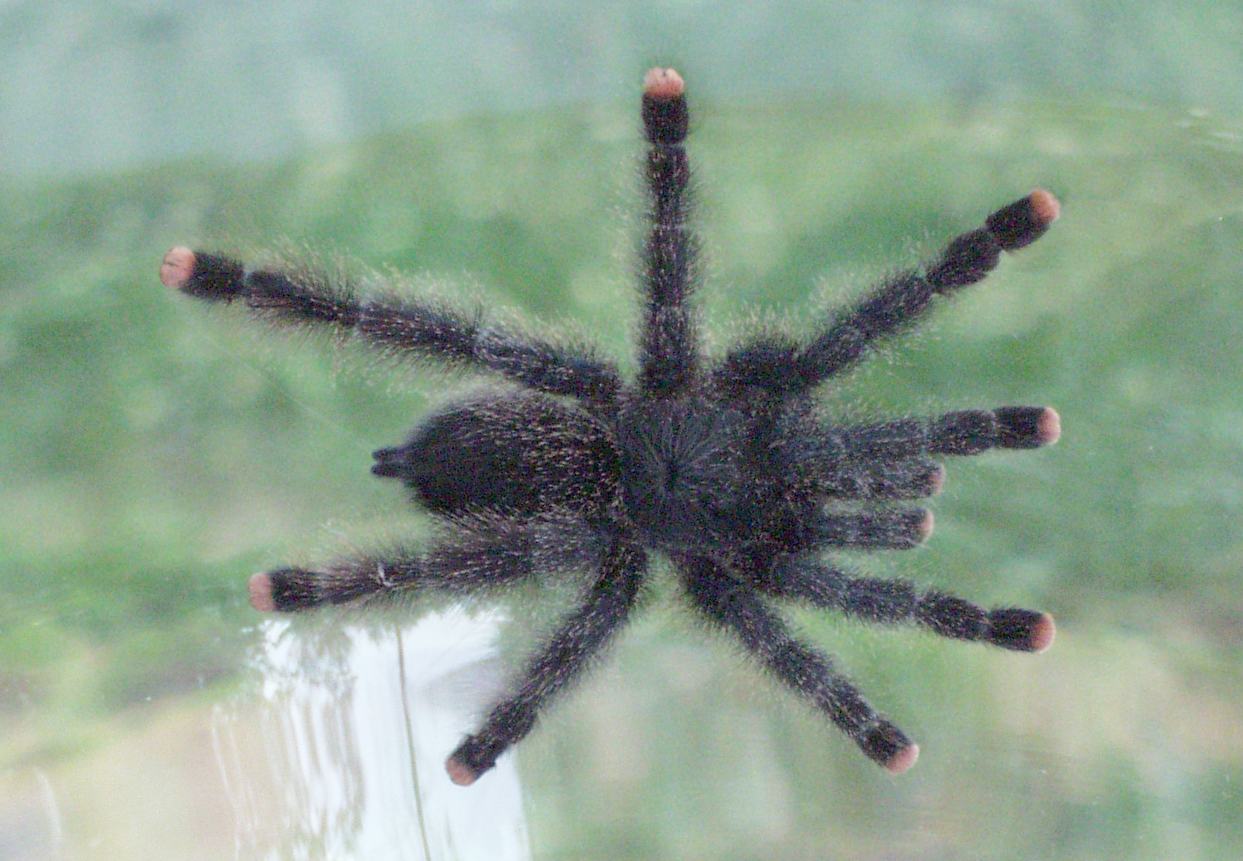
Avicularia cf. metallica Rückenansicht
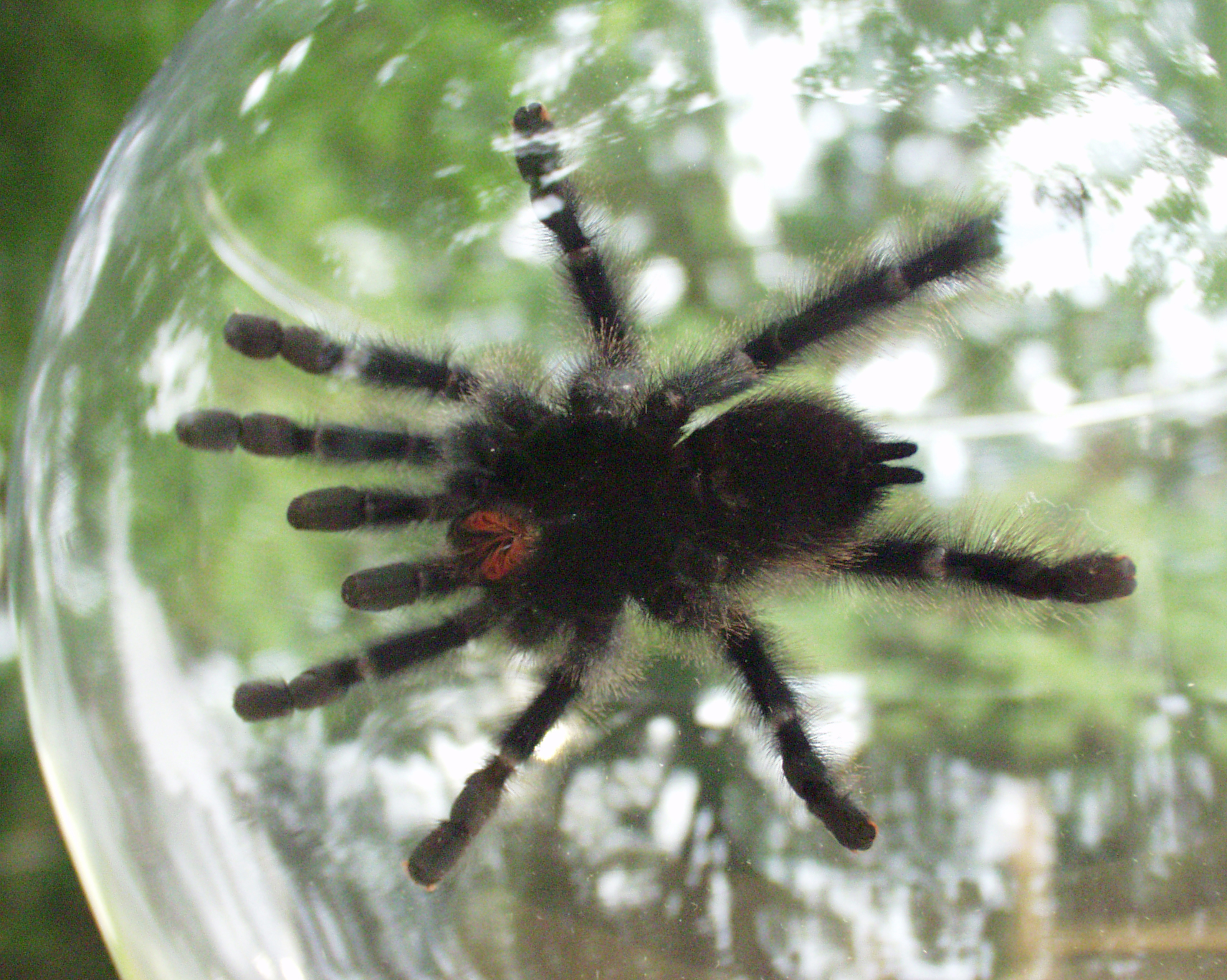
Avicularia cf. metallica Bauchseite
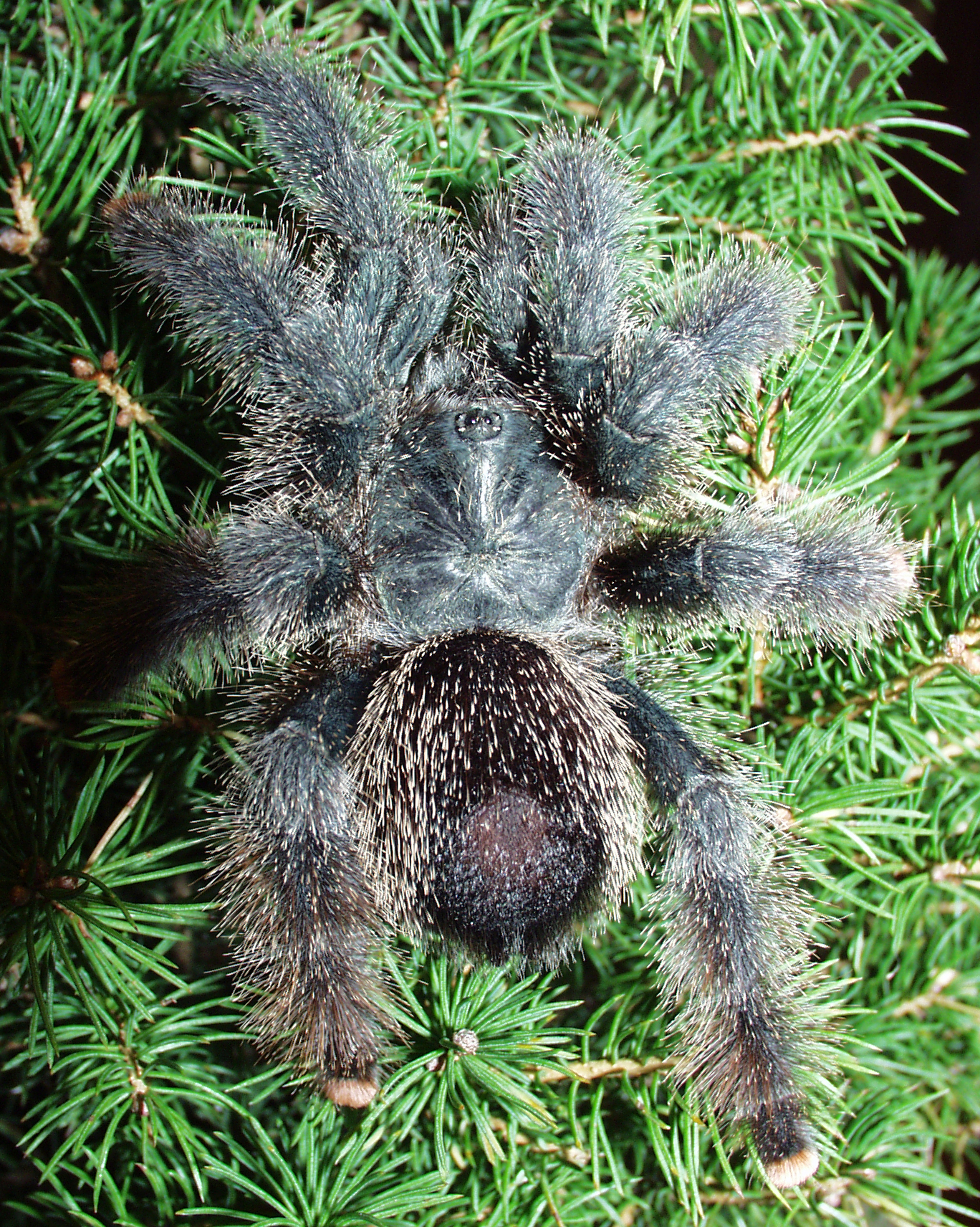
Avicularia cf. metallica adultes Weibchen